# (1263) Варшавия
(1263) Варшавия (лат. Varsavia, пол. Warszawa) — астероид главного пояса, который был открыт 23 марта 1933 года бельгийским астрономом Сильвеном Ареном  в обсерватории Уккел и назван в честь столицы Польши — Варшавы.

Орбита астероида Варшавия и его положение в Солнечной системе
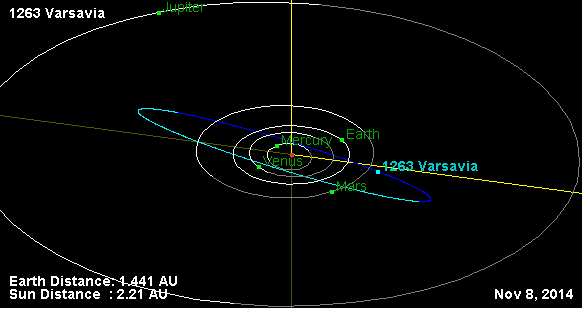
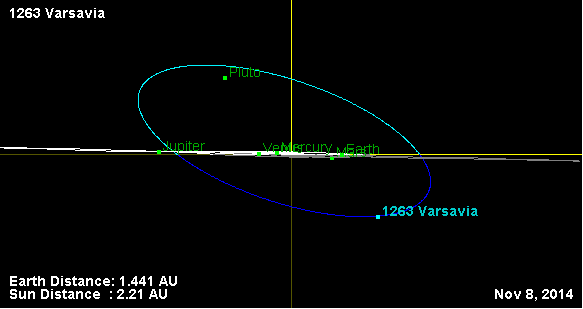